# Kaisergruft

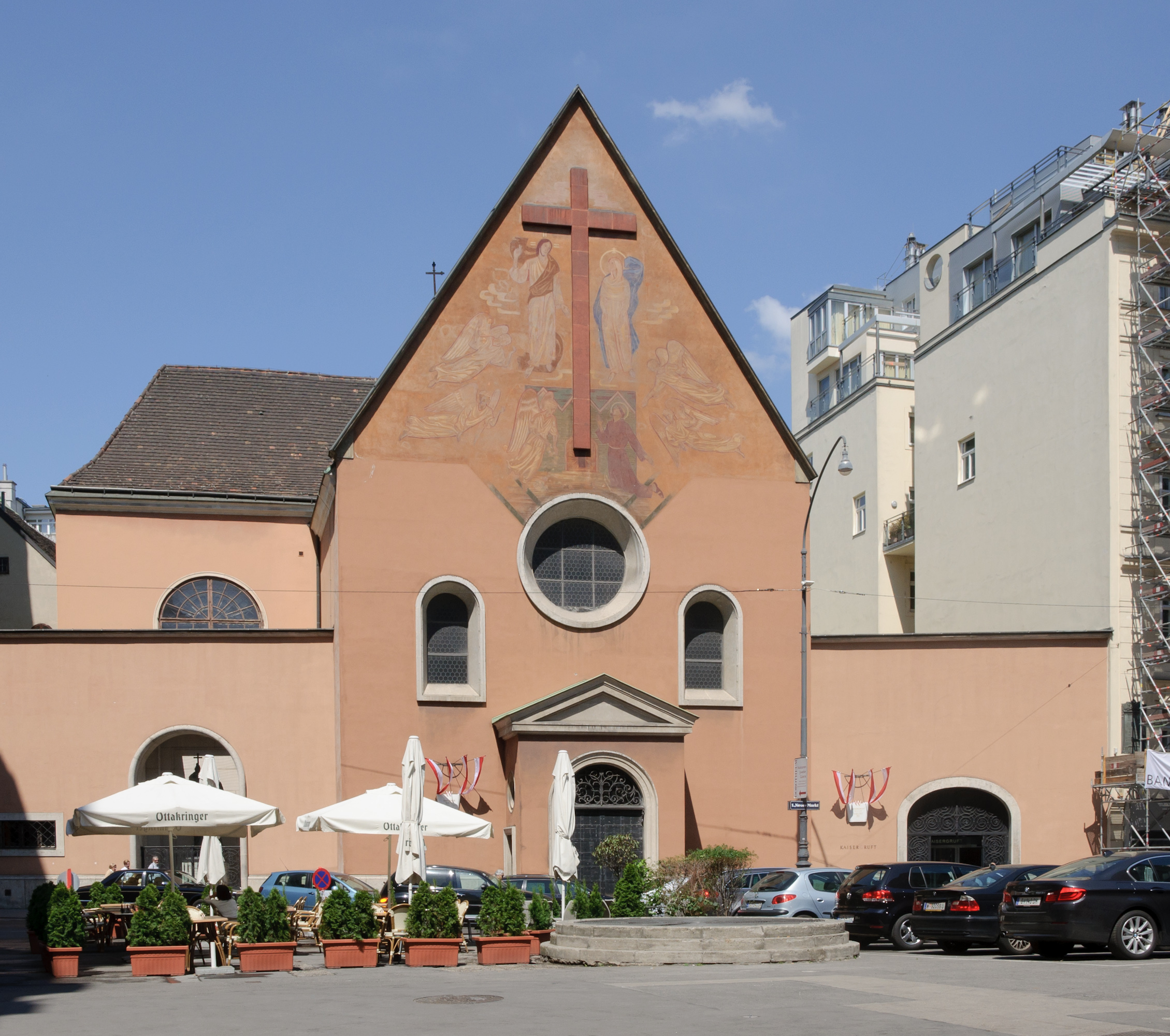
Kapuzinerkirche, rechts der Eingang in die Kaisergruft

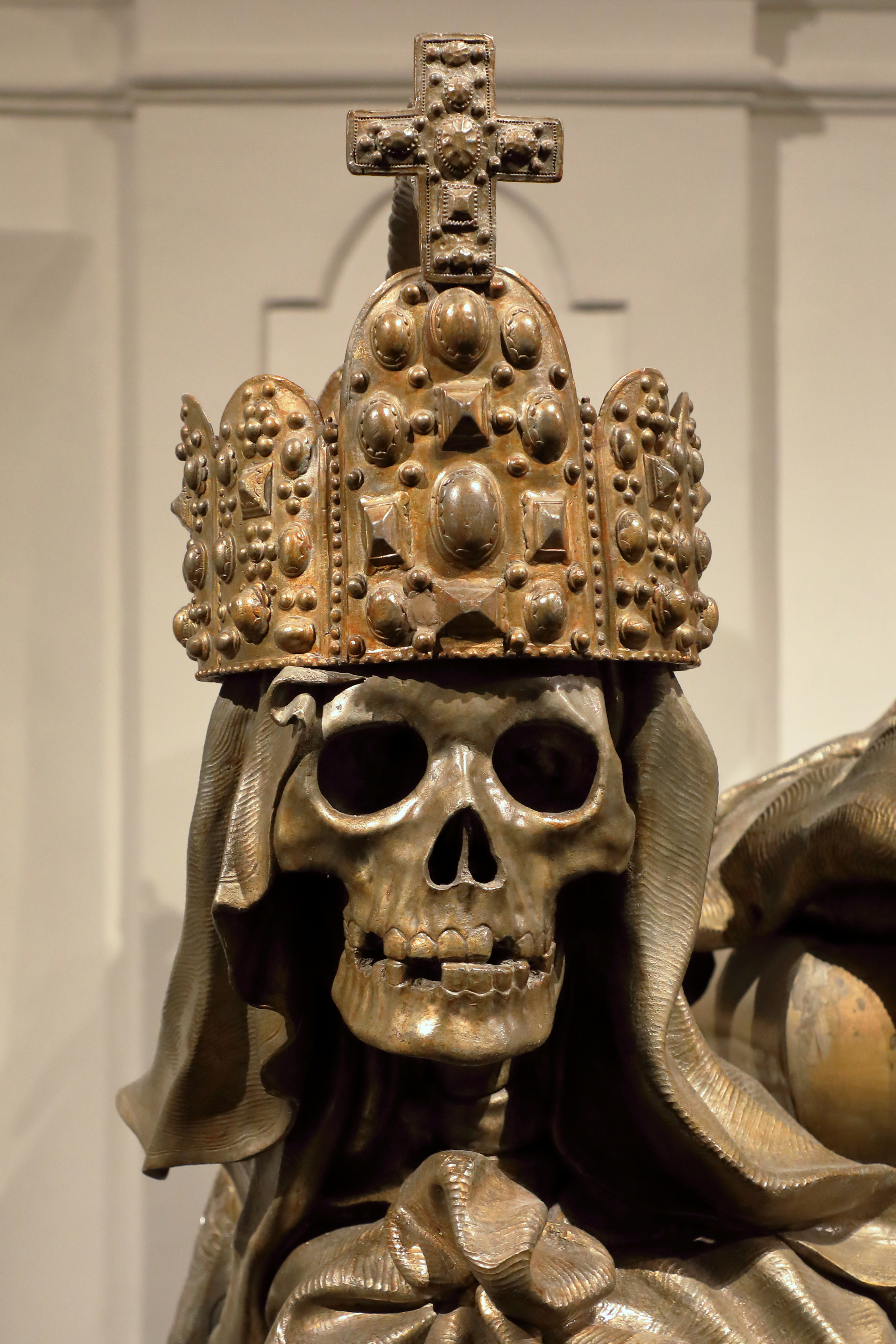
Die mit der Reichskrone bekrönte Schädelskulptur auf dem Sarkophag von Kaiser Karl VI.

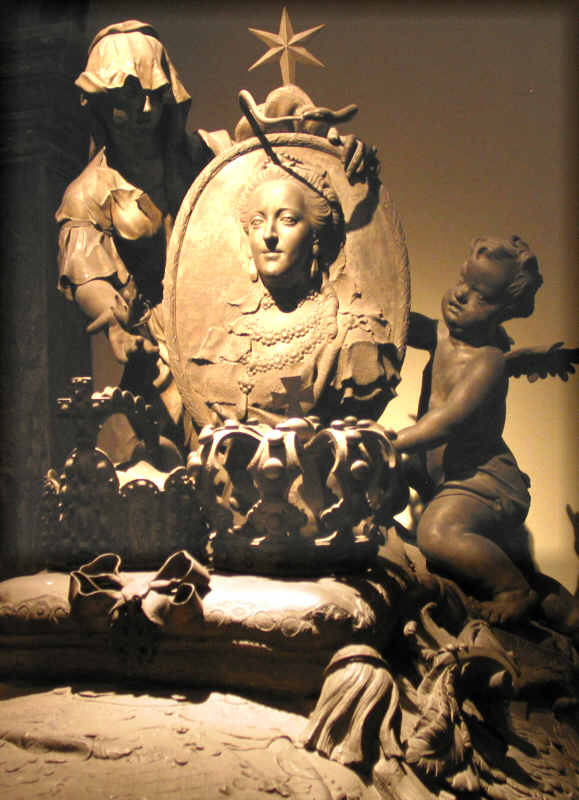
Detail am Sarkophag von Maria Josepha von Bayern

Die Kaisergruft, auch Kapuzinergruft oder Kaisergruft bei den P.P. Kapuzinern in Wien genannt, ist eine Begräbnisstätte der Habsburger und Habsburg-Lothringer in Wien. Die Gruft befindet sich am Neuen Markt unter dem Kapuzinerkloster und wird von den gleichnamigen Ordensbrüdern, den Kapuzinern, betreut. Sie ist flächenmäßig die größte Gruftanlage Österreichs, nach der Anzahl der Bestatteten die zweitgrößte – nach der Batthyány-Familiengruft in Güssing.

## Geschichte
Kaiserin Anna stiftete 1617 testamentarisch das Kapuzinerkloster und verfügte den Bau der Gruft. Ein Jahr später starb sie, im Jahr darauf ihr Mann, Kaiser Matthias. Begonnen wurde der Bau unter seinem Nachfolger Ferdinand II. (reg. 1619–1637) im Jahr 1622. Wegen des Dreißigjährigen Krieges dauerte der Bau elf Jahre. Nach der Fertigstellung im Jahr 1633 wurden die Särge von Anna und Matthias in die Gruft überführt. Seither wurde die Gruft insgesamt achtmal erweitert.
Kaiser Ferdinand III. (reg. 1637–1657) gab den ersten Auftrag zur Erweiterung der Gruft. Dadurch schuf er die Grundlage zum Ausbau der Kaisergruft zu einer Erbbegräbnisstätte der Familie Habsburg (später Habsburg-Lothringen). 1662 lieferte Steinmetzmeister Ambrosius Ferrethi aus Kaisersteinbruch für die Gründer- und die Leopoldsgruft Bodenplatten und Stiegenstufen aus glattpoliertem Kaiserstein.
In den Jahren 1908 / 1909 wurde anlässlich des 60-Jahre-Regierungsjubiläums von Kaiser Franz Joseph I. der nach ihm benannte Teil erweitert. Zu seiner Zeit erfolgte auch die Verkleidung des vom Kloster hinunterführenden Stiegenganges mit weißen Fliesen; 1909 wurde elektrisches Licht installiert. Die bisher letzte Erweiterung (Neue Gruft) fand von 1960 bis 1962 unter der Leitung von Karl Schwanzer im Auftrag der Republik Österreich statt.
Heute ist die Kaisergruft die letzte Ruhestätte für 12 Kaiser, 19 Kaiserinnen und viele weitere Mitglieder der Familie Habsburg bzw. Habsburg-Lothringen. Künstlerisch bemerkenswert sind die Karlsgruft (unter Kaiser Karl VI. vor 1720 angelegt, geplant von Johann Lucas von Hildebrandt) und die Maria-Theresien-Gruft (1758, geplant von Jean Nicolas Jadot de Ville-Issey und Nikolaus Pacassi), die in anmutigem Rokokostil gehalten ist. Der große, spätbarocke Doppelsarkophag für Maria Theresia und Kaiser Franz I. Stephan von Lothringen stammt von Balthasar Ferdinand Moll und wurde bereits zu ihren Lebzeiten angefertigt.
Als einzige Protestantin wurde hier 1829 Erzherzogin Henriette, Frau des erfolgreichen Feldherrn und Kaiserbruders Erzherzog Karl, bestattet, die bei ihrer Einheirat in die Familie Habsburg-Lothringen ihre Konfession nicht geändert hatte. Diese Bestattung musste von Kaiser Franz I. durchgesetzt werden.
Das Begräbnis von Otto Habsburg fand hier, als ältester Sohn des letzten Kaisers von Österreich und Königs von Ungarn der letzte Kronprinz der Donaumonarchie, und seiner 2010 gestorbenen Frau Regina von Sachsen-Meiningen am 16. Juli 2011 statt. Der letzte Kaiser selbst, Karl I. (reg. 1916–1918), ist nach wie vor an seinem letzten Exilort, Funchal auf Madeira, bestattet. Die letzte Kaiserin und Königin, Zita, wurde jedoch 1989 hier bestattet.
Die letzte Bestattung eines Mitglieds der Familie Habsburg-Lothringen erfolgte am 7. Oktober 2023 mit dem Begräbnis von Yolande de Ligne, die Ehefrau von Carl Ludwig Habsburg-Lothringen. Mit ihrer letzten Ruhestätte neben ihrem Mann in der Gruftkapelle sind damit jetzt alle raummäßig verfügbaren Plätze in der Kapuzinergruft belegt.
Die Nachkommen des letzten österreichisch-ungarischen Herrscherpaares werden seit 1970 in der Loretokapelle des Klosters Muri im Aargau in der Schweiz, nicht weit weg von der Burg Habsburg, zur Ruhe gebettet. Das Kloster Muri war als Hauskloster im Mittelalter der Bestattungsort der Grafen von Habsburg, seit der Stiftung durch den Stammvater Radbot von Habsburg im Jahr 1027 bis 1260. Die Herzurnen des Kaiserpaares Karl und Zita werden ebenfalls hier aufbewahrt. Seither wurden aber zwei Söhne des Kaiserpaares sowie eine Ehefrau auf eigenen Wunsch in der Gruftkapelle der Wiener Kaisergruft bestattet.

## Bestattete Personen
In der Kaisergruft ruhen 147 Leichen sowie vier Herzurnen.

### Nichthabsburger
Unter besonderen Umständen konnten Personen, die nicht Mitglieder der Familie Habsburg bzw. Habsburg-Lothringen waren, hier beigesetzt werden. Karl III. Joseph von Lothringen, Fürstbischof von Trier, verstarb bei einem Aufenthalt in Wien 1715 überraschend. Er wurde vorerst in der Minoritenkirche beigesetzt und 1716 in die Kaisergruft überführt. Seine Herzurne steht auf dem Sarg.
Einzige Nicht-Habsburgerin in der Gruft ist Gräfin Karoline von Fuchs-Mollard, Kindermädchen der späteren Kaiserin Maria Theresia, die sie und ihr Mann zeitlebens sehr schätzten und bei der sie sich oft Rat holten. Die Inschrift auf dem Sargdeckel lautet dementsprechend: „Zum unsterblichen Angedenken eines wohlwollenden dankbaren Herzens für die edle Erziehung zur Tugend. Ich, Maria Theresia.“
Feldmarschall Graf Radetzky, überaus populärer und für den Erhalt der Monarchie wesentlicher Heerführer, sollte 1858 auf Wunsch Franz Josephs I. hier seine letzte Ruhestätte finden. Radetzky hatte allerdings einem Gönner, der seine Schulden beglichen hatte, versprochen, sich auf dessen Heldenberg bestatten zu lassen.
Nicht ebenbürtigen Ehegatten und deren Nachkommen war die Beisetzung hier verwehrt: Daher ließ Thronfolger Erzherzog Franz Ferdinand für seine morganatische Gattin Sophie Chotek von Chotkowa, später Herzogin von Hohenberg, und ihre drei gemeinsamen Kinder in ihrem Schloss Artstetten eine Gruft bauen. Das Paar wurde 1914 nach dem Attentat von Sarajevo dort bestattet.
Bis 1940 lag auch der Leichnam Napoleon Franz Bonapartes, des einzigen Sohns Napoleons mit dessen zweiter Gemahlin Erzherzogin Marie-Louise, in der Kaisergruft. Er wurde auf Befehl Hitlers 1940 nach Paris in den Invalidendom überführt.

### Gründergruft

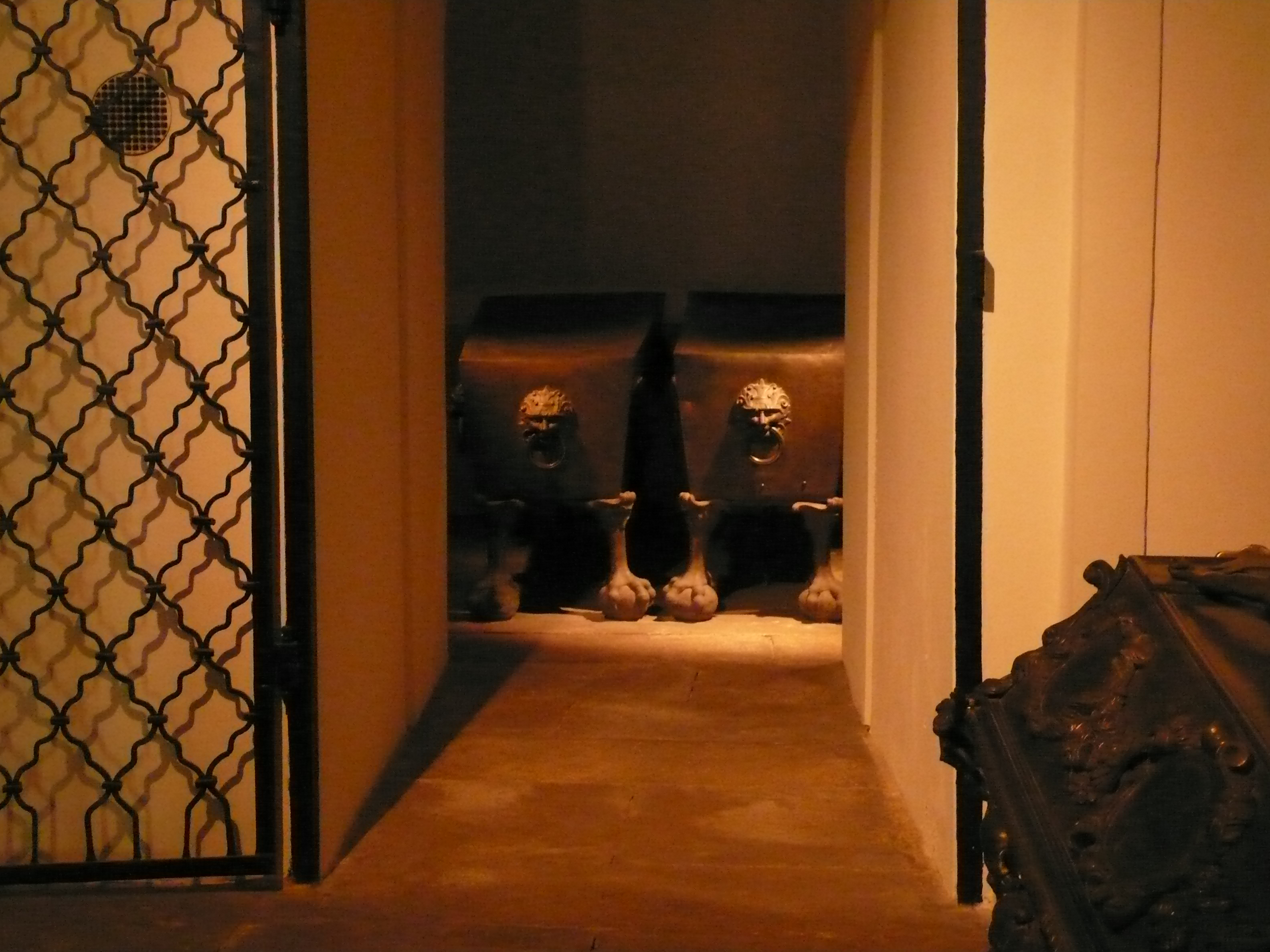
Gründergruft, Kaiser Matthias (1557–1619), Kaiserin Anna

1. Kaiserin Anna (1585–1618) – Gemahlin von Kaiser Matthias
2. Kaiser Matthias (1557–1619)

### Leopoldsgruft

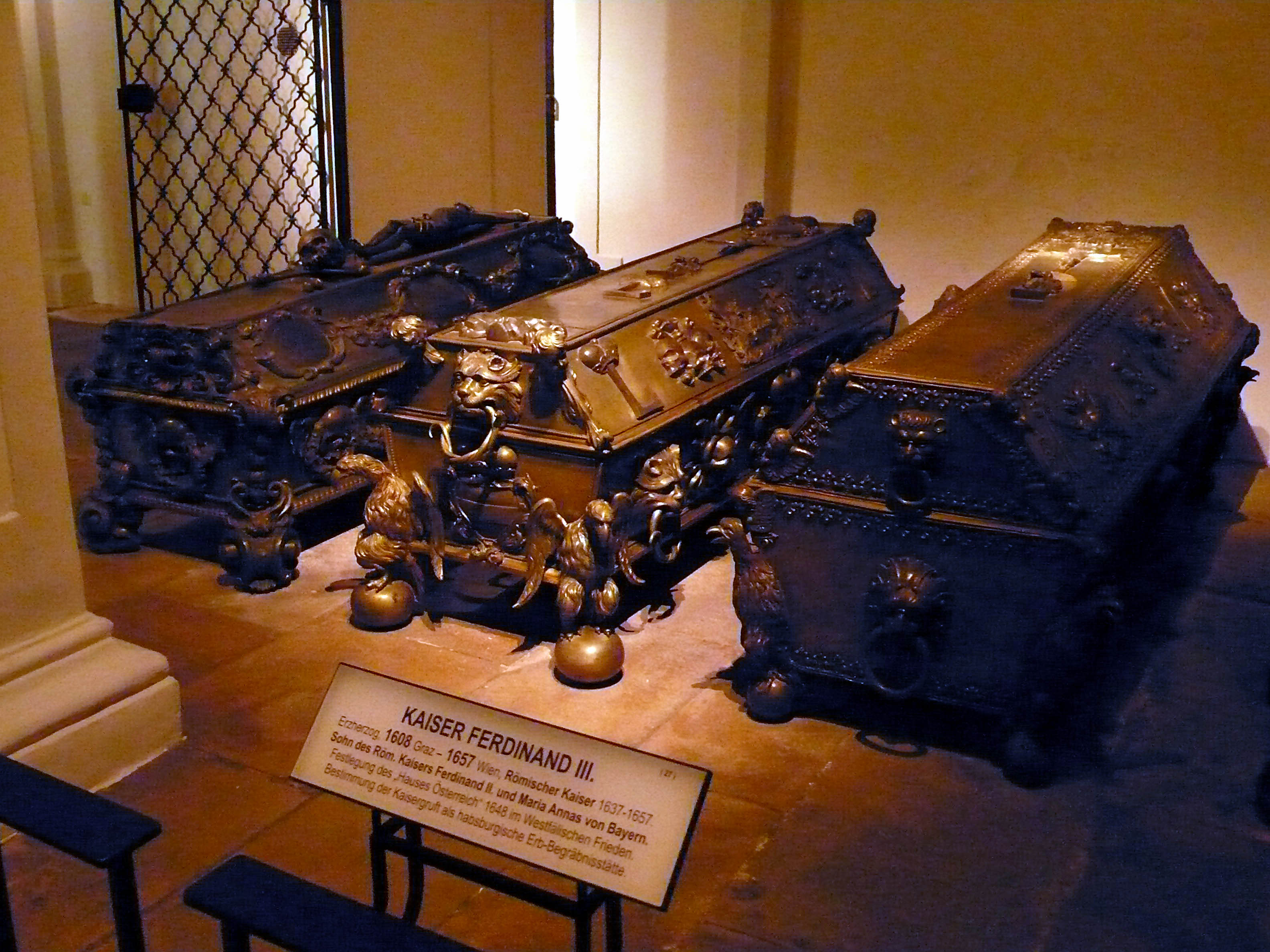
Leopoldsgruft (Ezh. Maria Theresia 1684–1696, Ezh. Leopold Joseph 1682–1684, Kaiser Ferdinand III. 1608–1657)

1. Erzherzog Philipp August (15. Juli 1637 – 22. Juni 1639) – Sohn von Kaiser Ferdinand III.
2. Erzherzog Maximilian Thomas (21. Dezember – 29. Juni 1639) – Sohn von Kaiser Ferdinand III.
3. Kaiserin Maria Anna (1606–1646) – 1. Gemahlin von Kaiser Ferdinand III.
4. Kaiserin Maria Leopoldina (1632–1649) – 2. Gemahlin von Kaiser Ferdinand III.
5. Erzherzogin Theresia Maria (27. März 1652–27. Juni 1653) – Tochter von Kaiser Ferdinand III.
6. König Ferdinand IV. (1633–1654)
7. Kaiser Ferdinand III. (1608–1657)
8. Erzherzog Ferdinand Josef (11. Februar 1657 – 16. Juni 1658) – Sohn von Kaiser Ferdinand III.
9. Erzherzog Ferdinand Wenzel (28. September 1667 – 13. Jänner 1668) – Sohn von Kaiser Leopold I.
10. Erzherzog Johann Leopold (* und † 20. Februar 1670) – Sohn von Kaiser Leopold I.
11. Erzherzogin Maria Anna Antonie (9. Februar 1672 – 23. Februar 1672) – Tochter von Kaiser Leopold I.
12. Kaiserin Margarita Teresa (1651–1673) – Gemahlin von Kaiser Leopold I.
13. Erzherzogin Anna Maria Sophia (11. September 1674 – 21. Dezember 1674) – Tochter von Kaiser Leopold I.
14. Erzherzogin Maria Josepha (11. Oktober 1675 – 11. Juli 1676) – Tochter von Kaiser Leopold I.
15. Kaiserin Claudia Felizitas (Herzurne, 1653–1676) – 2. Gemahlin von Kaiser Leopold I.
Der Leib liegt auf eigenen Wunsch neben dem ihrer Mutter in der Dominikanerkirche
16. Erzherzogin Christina (* und † 18. Juni 1679) – Tochter von Kaiser Leopold I.
17. Erzherzog Leopold Joseph (2. Juni 1682 – 3. August 1684) – Sohn von Kaiser Leopold I.
18. unbenannter Prinz (1686) – Enkel von Kaiser Ferdinand III.
19. Kaiserin Eleonora Magdalena Gonzaga von Mantua-Nevers (1630–1686) – 3. Gemahlin von Kaiser Ferdinand III.
20. Maria Anna Josepha, Kurfürstin der Pfalz (1654–1689) – Tochter von Kaiser Ferdinand III.
21. Erzherzogin Maria Margareta (22. Juli 1690 – 22. April 1691) – Tochter von Kaiser Leopold I.
22. Maria Antonia, Kurfürstin von Bayern (1669–1692) – Tochter von Kaiser Leopold I.
23. Erzherzogin Maria Theresia (22. August 1684 – 28. September 1696) – Tochter von Kaiser Leopold I.
24. Eleonora Maria, Königin von Polen (1653–1697 – Gemahlin von König Michael von Polen
25. Erzherzogin Maria Josepha (6. März 1687 – 14. April 1703) – Tochter von Kaiser Leopold I.
26. Erzherzog Leopold Johann (* und † 1716) – Sohn von Kaiser Karl VI.
27. Kaiserin Eleonora Magdalena von Pfalz-Neuburg (1655–1720) – 3. Gemahlin von Kaiser Leopold I.
Es wurde auf ausdrücklichen Wunsch keine Einbalsamierung vorgenommen.
28. Erzherzogin Maria Amalia (1724–1730) – Tochter von Kaiser Karl VI.
29. Erzherzogin Maria Magdalena (1689–1743) – Tochter von Kaiser Leopold I.
30. Maria Anna, Königin von Portugal (Herzurne, 1683–1754) – Tochter von Kaiser Leopold I., Gemahlin von König Johann V. von Portugal)
Ihr Leib wurde am Sterbeort Lissabon in der Kirche der deutschen barfüßigen Karmeliten bestattet.

### Karlsgruft

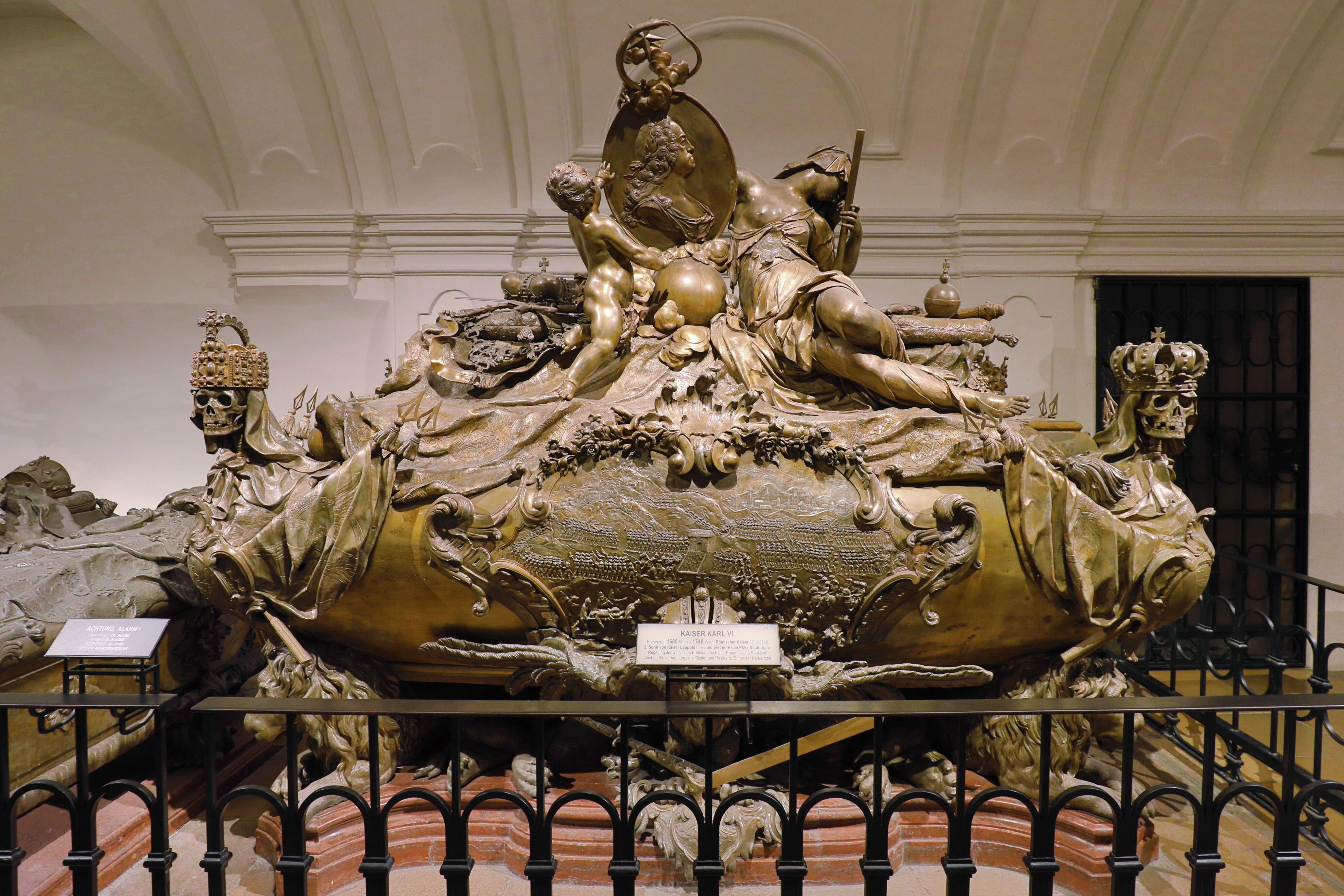
Sarkophag Kaiser Karl VI.

1. Erzherzog Leopold Joseph (29. Oktober 1700 – 4. August 1701) – Sohn von Kaiser Joseph I.
2. Kaiser Leopold I. (1640–1705)
3. Kaiser Joseph I. (1678–1711)
4. Kaiser Karl VI. (1685–1740)
5. Erzherzogin Maria Elisabeth (1680–1741) – Tochter von Kaiser Leopold I.
6. Kaiserin Wilhelmine Amalie (Herzurne, 1673–1742) – Ehefrau von Kaiser Joseph I.
Das Herz ruht auf eigenen Wunsch zu Füßen ihres Mannes, der Leib liegt in der von ihr gestifteten Salesianerinnenkirche.
7. Erzherzogin Maria Anna (1718–1744) – Tochter von Kaiser Karl VI.
8. Kaiserin Elisabeth Christine (1691–1750) – Gemahlin von Kaiser Karl VI.

### Maria-Theresien-Gruft

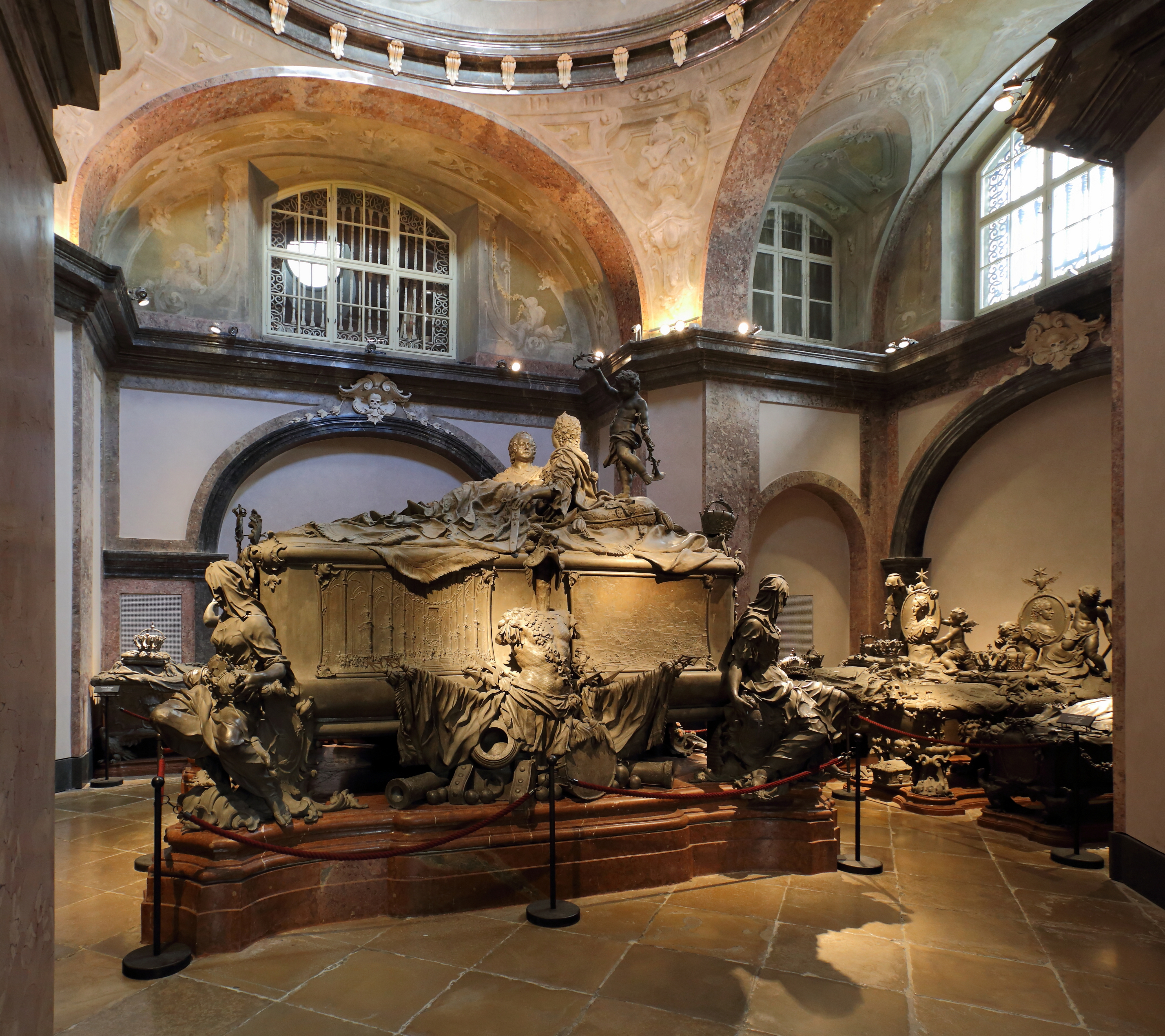
Maria-Theresia-Gruft unter anderem mit dem Doppelsarkophag von Maria Theresia
und Franz Stephan sowie westseitig insgesamt sechs Sarkophage mit Maria Theresias Töchtern, Schwiegertöchtern und Enkelinnen.

1. Erzherzogin Maria Elisabeth (1737–1740) – Tochter von Kaiserin Maria Theresia
2. Erzherzogin Maria Karolina (1740–1741) – 3. Tochter von Kaiserin Maria Theresia
3. unbenannte Prinzessin (1744) – Tochter von Erzherzogin Maria Anna
4. Erzherzogin Maria Karolina (* und † 17. September 1748) – Tochter von Kaiserin Maria Theresia
5. Gräfin Karoline von Fuchs-Mollard (1675–1754) – Hofdame der Kaiserin Maria Theresia
Ihr Herz war in der Mollardgruft der Michaelerkirche beigesetzt, ist aber verschollen.
6. Erzherzog Karl Joseph (1745–1761) – Sohn von Kaiserin Maria Theresia
7. Erzherzogin Johanna Gabriela (1750–1762) – Tochter von Kaiserin Maria Theresia
8. Erzherzogin Christina (20. November 1763 – 22. November 1763) – Tochter von Kaiser Joseph II.
9. Prinzessin Isabella von Parma (1741–1763) – 1. Gemahlin von Kaiser Joseph II.
10. Kaiser Franz I. Stephan (1708–1765)
11. Prinzessin Christina (16. Mai 1767 – 17. Mai 1767) – Tochter von Maria Christina von Österreich
12. Kaiserin Maria Josepha (1739–1767) – 2. Gemahlin von Kaiser Joseph II.
13. Erzherzogin Maria Josepha (1751–1767) – Tochter von Kaiserin Maria Theresia
14. Erzherzogin Maria Theresia (20. März 1762 – 24. Jänner 1770) – Tochter von Kaiser Joseph II.
15. Kaiserin Maria Theresia (1717–1780)
16. Kaiser Joseph II. (1741–1790)

### Franzensgruft
1824–1825 Klassizistische Erweiterung durch Johann Nepomuk Amann

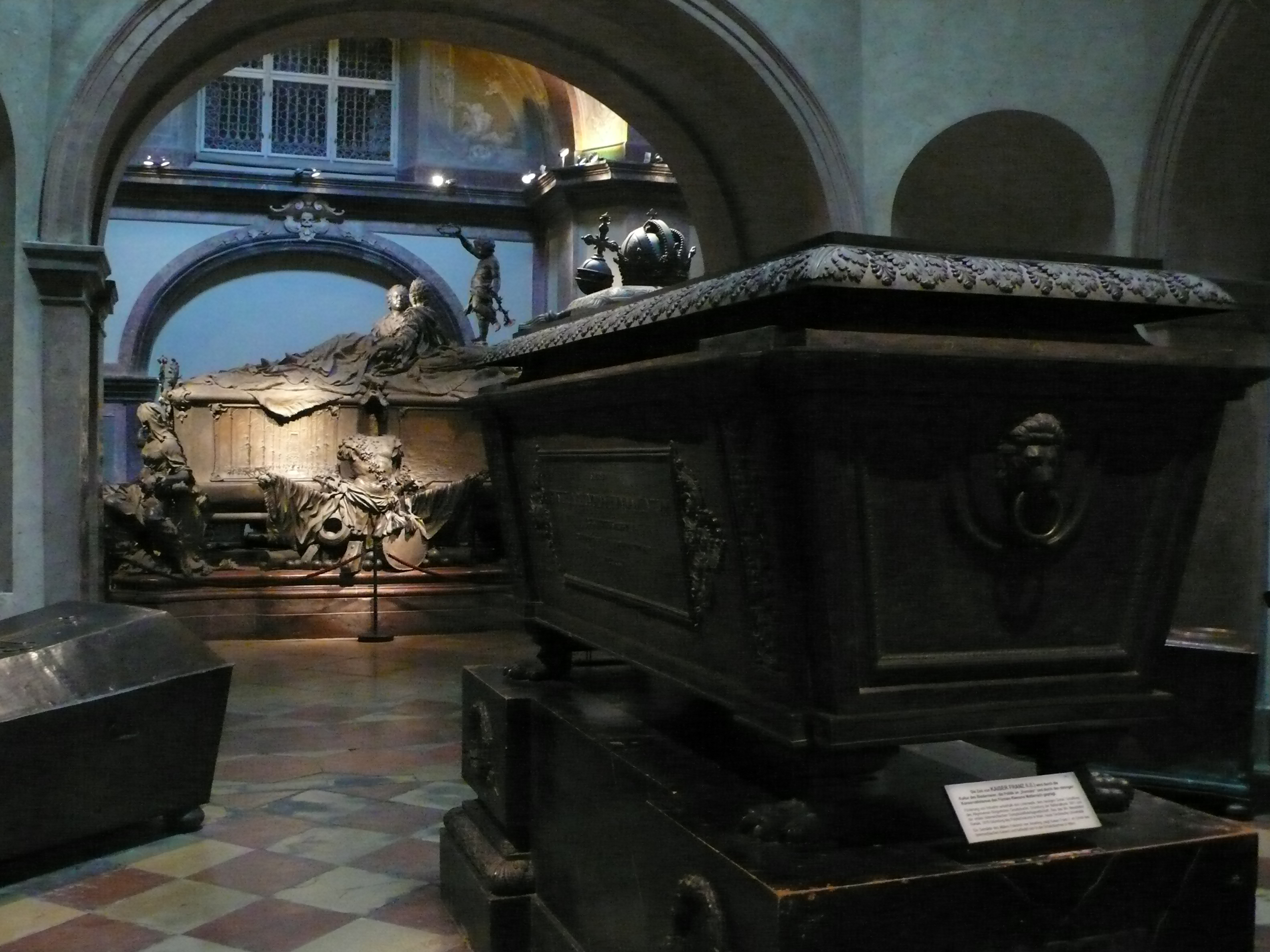
Franz I., Kaiser von Österreich (1768–1835), rechts daneben stand bis 1940 der Sarg von Napoleon Franz Bonaparte; im Hintergrund der Sarkophag Kaiserin Maria Theresias

1. Elisabeth Wilhelmine von Württemberg-Mömpelgard (1767–1790) – 1. Gemahlin von Kaiser Franz I.
2. Maria Theresa von Neapel-Sizilien (1772–1807) – 2. Gemahlin von Kaiser Franz I.
3. Kaiserin Maria Ludovica Beatrix (1787–1816) – 3. Gemahlin von Kaiser Franz I.
4. Franz I., Kaiser von Österreich (1768–1835)
5. Kaiserin Karolina Augusta (1792–1873) – 4. Gemahlin von Kaiser Franz I.
Es wurde auf eigenen Wunsch keine Exenteration vorgenommen.
6. bis 1940 Franz, Herzog von Reichstadt (1811–1832) – Sohn von Erzherzogin Marie-Louise[4]

### Ferdinandsgruft
Sarkophage im Gruftraum aufgestellt:
1. Ferdinand I., Kaiser von Österreich (1793–1875)
2. Kaiserin Maria Anna (1803–1884) – Gemahlin von Kaiser Ferdinand I.

In vier Wandnischen eingemauert:
1. Erzherzogin Louise Elisabeth (18. Februar 1790 – 24. Juni 1791) – Tochter von Kaiser Franz I.
2. Erzherzogin Karoline Leopoldine (8. Juni 1794 – 16. März 1795) – Tochter von Kaiser Franz I.
3. Erzherzog Alexander Leopold (1772–1795) – Sohn von Kaiser Leopold II.
4. Erzherzogin Maria Amalia (15. Oktober 1780 – 25. Dezember 1798) – Tochter von Kaiser Leopold II.
5. Erzherzogin Karoline Louise (22. Dezember 1795 – 30. Juni 1799) – Tochter von Kaiser Franz I.
6. Erzherzogin Maria Louisa (27. Juli 1773 – 19. September 1802) – Tochter von Ferdinand IV., König beider Sizilien
7. Erzherzogin Amalie Therese (6. April – 9. April 1807) – Tochter von Kaiser Franz I.
8. Erzherzog Joseph Franz (9. April 1799 – 30. Juni 1807) – Sohn von Kaiser Franz I.
9. Erzherzog Johann Nepomuk Karl (30. August 1805 – 19. Februar 1809) – Sohn von Kaiser Franz I.
10. Erzherzogin Karolina Ferdinanda (2. August 1793 – 5. Jänner 1802) – Tochter von Ferdinand IV.
11. Erzherzogin Maria Anna (27. Oktober 1835 – 5. Februar 1840) – Schwester von Kaiser Franz Joseph I.
12. Erzherzogin Maria Karolina (1821–1844) – Tochter von Erzherzog Rainer
13. Erzherzogin Sophie Friederike (1855–1857) – Tochter von Kaiser Franz Joseph I.
14. Erzherzogin Maria Anna (8. Juni 1804 – 28. Dezember 1858) – Tochter von Kaiser Franz I.
15. Erzherzogin Maria Eleonore (19. November 1864 – 9. Dezember 1864) – Tochter von Erzherzog Karl Ferdinand
16. Großherzogin Maria Anna (1796–1865) – 2. Gemahlin von Ferdinand III., Großherzog von Toskana
17. Erzherzogin Maria Antonia (10. Jänner 1858 – 13. April 1883) – Tochter von Ferdinand IV., Großherzog von Toskana
18. Erzherzogin Henriette Maria (20. Februar 1884 – 13. August 1886) – Tochter von Erzherzog Karl Salvator
19. Erzherzog Rainer Salvator (27. Februar 1880 – 4. Mai 1889) – Sohn von Erzherzog Karl Salvator
20. Erzherzogin Stephanie (1. Mai 1886 – 29. August 1890) – Tochter von Erzherzog Friedrich
21. Erzherzogin Maria Antonia (18. April 1874 – 14. Jänner 1891) – Tochter von Erzherzog Karl Salvator
22. Erzherzog Ferdinand Salvator (2. Juni 1888 – 28. Juli 1891) – Sohn von Erzherzog Karl Salvator
23. Erzherzog Karl Salvator (1839–1892) – Sohn von Leopold II., Großherzog von Toskana
24. Erzherzog Robert Ferdinand (15. Oktober 1885 – 2. August 1895) – Sohn von Großherzog Ferdinand IV. von Toskana
25. Erzherzog Albrecht Salvator (22. November 1871 – 27. Februar 1896) – Sohn von Erzherzog Karl Salvator
26. Erzherzogin Natalie (12. Jänner 1884 – 23. März 1898) – Tochter von Erzherzog Friedrich
27. Erzherzog Leopold (6. Juni 1823 – 24. Mai 1898) – Sohn von Erzherzog Rainer
28. Maria Antonia, Großherzogin von Toskana (19. Dezember 1814 – 7. November 1898) – Gemahlin von Großherzog Leopold II. von Toskana
29. Erzherzogin Maria Immakulata (14. April 1844 – 18. Februar 1899) – Gemahlin von Erzherzog Karl Salvator
30. Erzherzog Ernst (8. August 1824 – 4. April 1899) – Sohn von Erzherzog Rainer
31. Erzherzogin Adelgunde (1823–1914) – Gemahlin von Herzog Franz V. von Modena
32. Erzherzogin Marie Caroline Marie Rainer (10. September 1825 – 17. Juli 1915) – Tochter von Erzherzog Karl
33. Erzherzog Ludwig Salvator (1847–1915) – Sohn von Großherzog Leopold II. von Toskana
34. Erzherzog Joseph Ferdinand (1872–1942) – Sohn von Großherzog Ferdinand IV. von Toskana
35. Erzherzogin Maria Theresia (1855–1944) – 3. Gemahlin von Erzherzog Karl Ludwig
36. Erzherzog Leopold Maria Alphons (30. Jänner 1897 – 14. März 1958) – Sohn von Erzherzog Leopold Salvator
Aschenurne

### Toskana-Gruft
1. Kaiser Leopold II. (1747–1792)

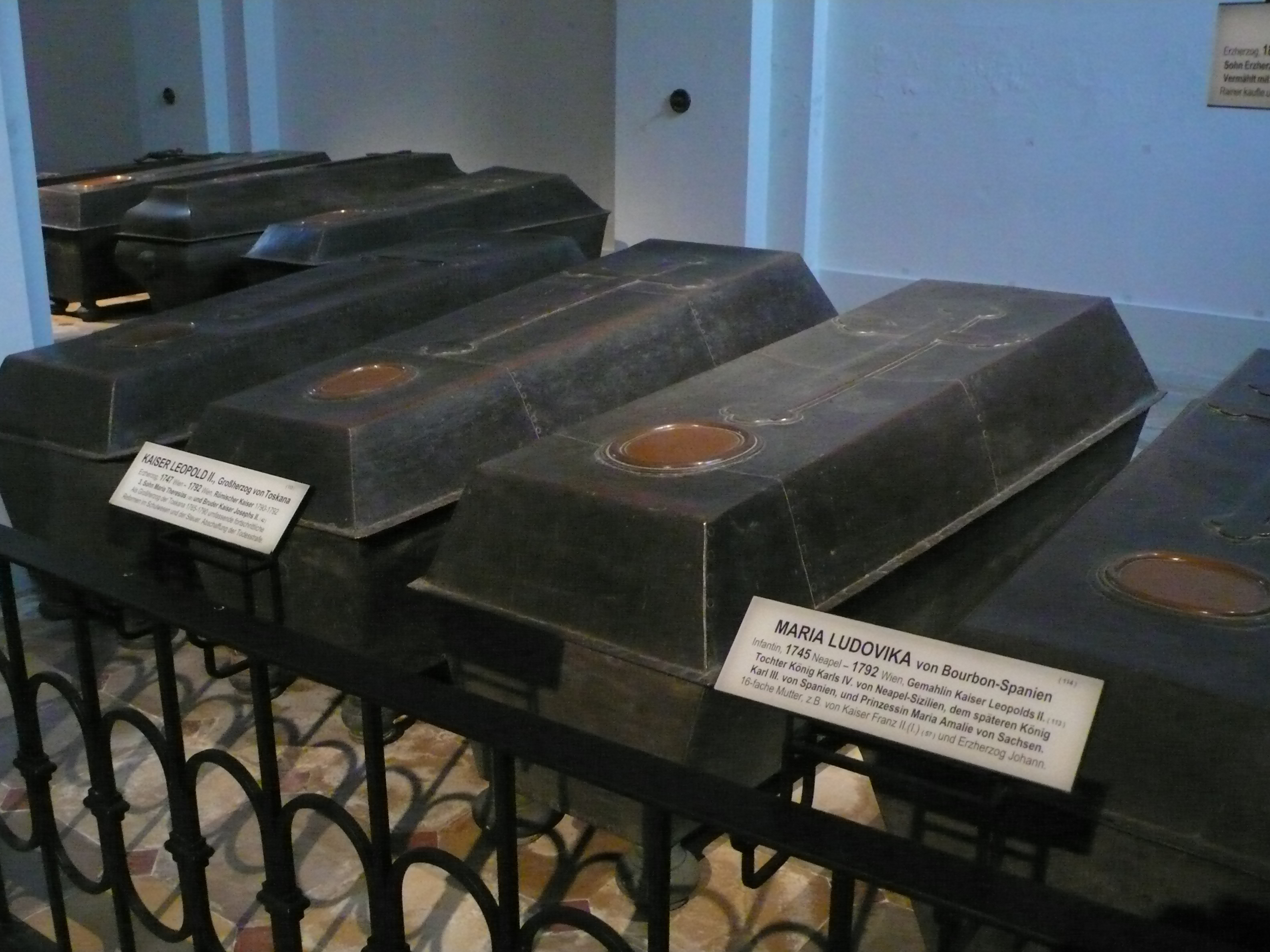
Toskanagruft (Kaiser Leopold II. 1747–1792, Kaiserin Maria Ludovika 1745–1792)

2. Kaiserin Maria Ludovika (1745–1792) – Gemahlin von Kaiser Leopold II.
3. Erzherzogin Maria Christina (1742–1798) – Tochter von Kaiserin Maria Theresia
4. Erzherzog Ferdinand Karl Anton (1754–1806) – Sohn von Kaiserin Maria Theresia
5. Maria Karolina, Königin von Neapel und Sizilien (1752–1814) – Gemahlin von König Ferdinand IV. von Neapel und Sizilien
6. Albert von Sachsen-Teschen (1738–1822) – Gemahl von Erzherzogin Maria Christina
7. Erzherzogin Maria Beatrix (1750–1829) – Gemahlin von Erzherzog Ferdinand Karl d’Este
8. Erzherzog Anton Viktor (1779–1835) – Sohn von Kaiser Leopold II.
9. Erzherzog Ferdinand Karl d’Este (1781–1850) – Sohn von Erzherzog Ferdinand Karl Anton
10. Erzherzog Ludwig Joseph (1784–1864) – Sohn von Kaiser Leopold II.
11. Leopold II., Großherzog von Toskana (1797–1870)
12. Franz V., Herzog von Modena (1819–1875)
13. Ferdinand IV., Großherzog von Toskana (1835–1908)
14. Erzherzog Rainer Ferdinand (1827–1913) – Sohn von Rainer Joseph von Österreich

### Neue Gruft

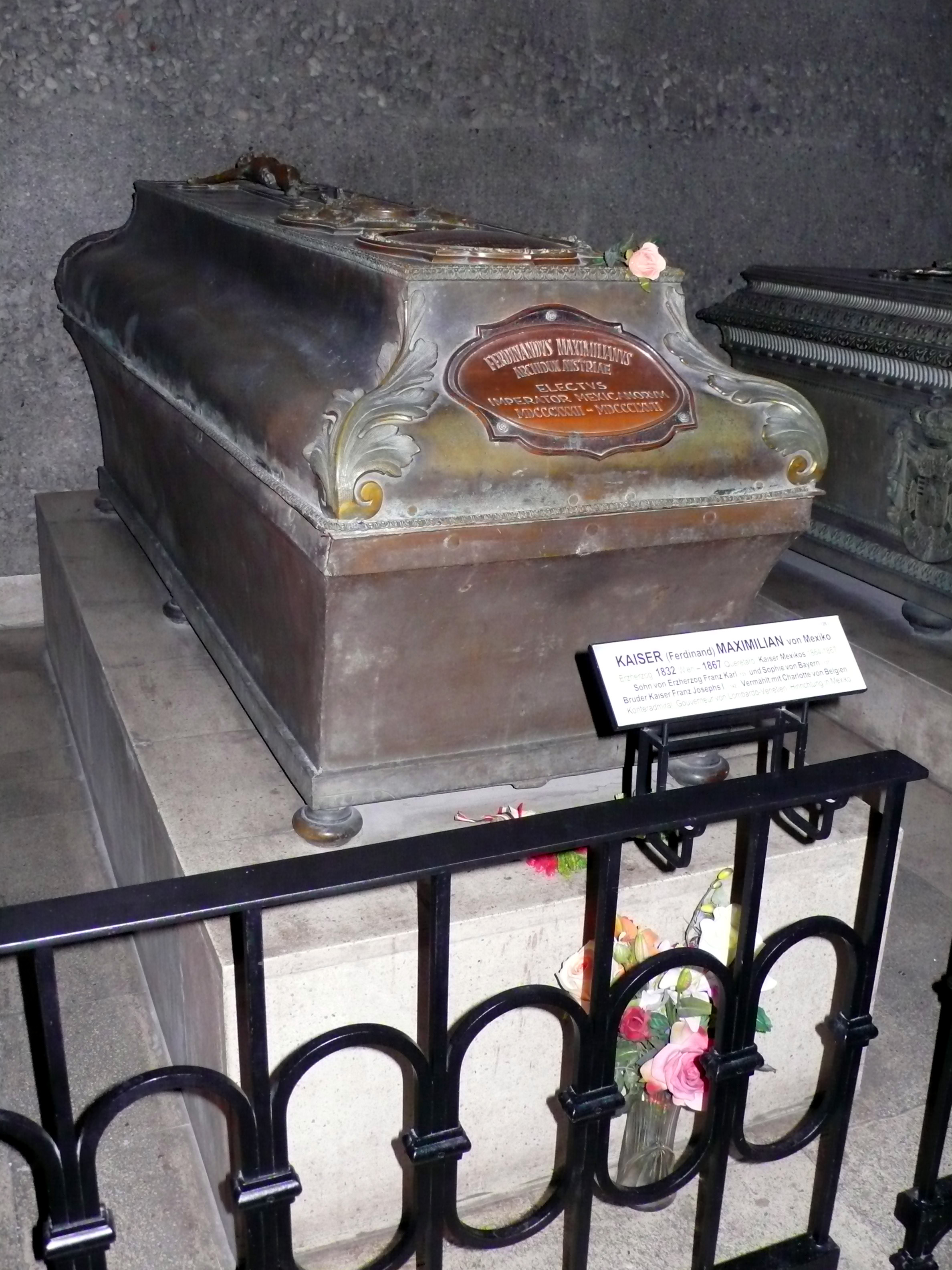
Kaiser Maximilian von Mexiko (1832–1867)

1. Erzherzog Leopold Wilhelm (1614–1662) – Bischof, Sohn von Kaiser Ferdinand II.
2. Erzherzog Karl Joseph (1649–1664) – Bischof, Sohn von Kaiser Ferdinand III.
3. Karl Joseph von Lothringen (1680–1715) – Bischof, Sohn von Erzherzogin Eleonora Maria
Die Herzurne steht auf seinem Sarg, die Eingeweide befinden sich in der Toskana-Gruft
4. Erzherzog Maximilian Franz (1756–1801) – Bischof, Sohn von Kaiserin Maria Theresia
5. Erzherzog Rudolf (25. September 1822 – 24. Oktober 1822) – Sohn von Erzherzog Karl
6. Erzherzogin Henriette (1797–1829) – Gemahlin von Erzherzog Karl
Die Urnen mit Herz und Eingeweide befinden sich in der Kaisergruft.
7. Erzherzog Rudolph (1788–1831) – Kardinal, Sohn von Kaiser Leopold II.
8. unbenannter Prinz (1840) – Sohn von Erzherzog Franz Karl
9. Erzherzog Karl (1771–1847) – Feldmarschall, Sohn von Kaiser Leopold II.
10. Marie Louise, Kaiserin von Frankreich (1791–1847) – 2. Gemahlin von Kaiser Napoleon I.
11. Erzherzog Karl Albert (3. Jänner 1847 – 19. Juli 1848) – Sohn von Erzherzog Albrecht
12. Erzherzogin Margarete Karoline (1840–1858) – 1. Gemahlin von Erzherzog Karl Ludwig
13. Erzherzogin Hildegard (1825–1864) – Gemahlin von Erzherzog Albrecht
14. Erzherzogin Mathilde (1849–1867) – Tochter von Erzherzog Albrecht
15. Kaiser Maximilian von Mexiko (1832–1867)
16. Erzherzogin Maria Annunziata (1843–1871) – 2. Gemahlin von Erzherzog Karl Ludwig
Es wurde auf eigenen Wunsch keine Exenteration vorgenommen.
17. Erzherzogin Sophie (1805–1872) – Mutter von Kaiser Franz Joseph I.
Es wurde auf eigenen Wunsch keine Exenteration vorgenommen.
18. Erzherzog Karl Ferdinand (1818–1874) – Sohn von Erzherzog Karl
19. Erzherzog Franz Karl (1802–1878) – Vater von Kaiser Franz Joseph I.
20. Erzherzog Wilhelm (1827–1894) – Sohn von Erzherzog Karl
21. Erzherzog Albrecht (1817–1895) – Feldmarschall, Sohn von Erzherzog Karl Ludwig
22. Erzherzog Karl Ludwig (1833–1896) – Bruder von Kaiser Franz Joseph I.
23. Erzherzog Otto (1865–1906) – Vater von Kaiser Karl I.
24. Erzherzog Rainer Karl (21. November 1895 – 25. Mai 1930) – Sohn von Erzherzog Leopold Salvator
25. Erzherzog Leopold Salvator (1863–1931) – Sohn von Erzherzog Karl Salvator
26. Erzherzogin Maria Josefa (1867–1944) – Gemahlin von Erzherzog Otto

### Franz-Josephs-Gruft

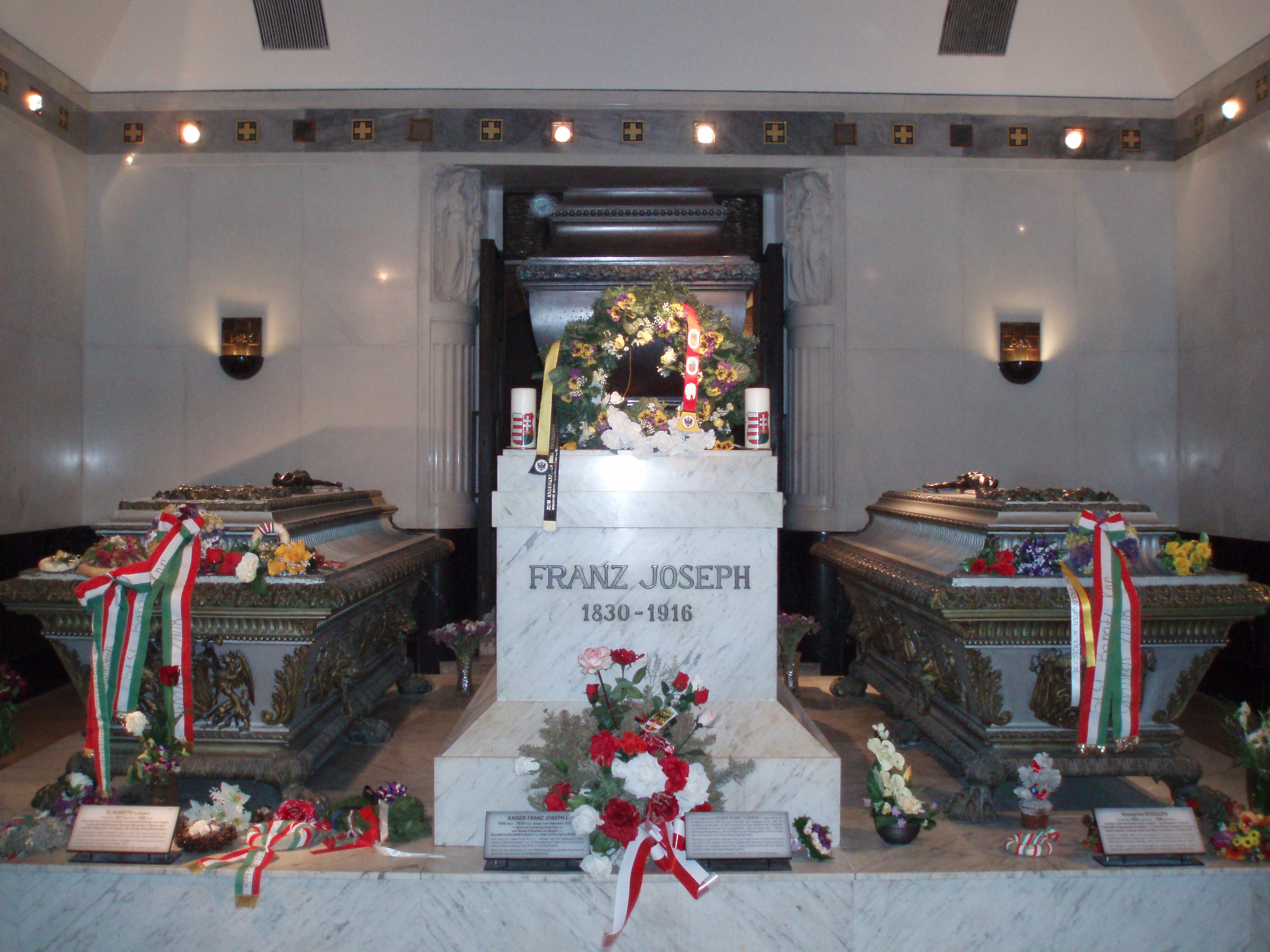
Von links nach rechts: Kaiserin Elisabeth („Sisi“), Kaiser Franz Joseph I. und Kronprinz Rudolf

1. Kronprinz Rudolf (1858–1889) – Sohn von Kaiser Franz Joseph I.
2. Kaiserin Elisabeth (1837–1898) – Gemahlin von Kaiser Franz Joseph I.
3. Kaiser Franz Joseph I. (1830–1916)

### Gruftkapelle

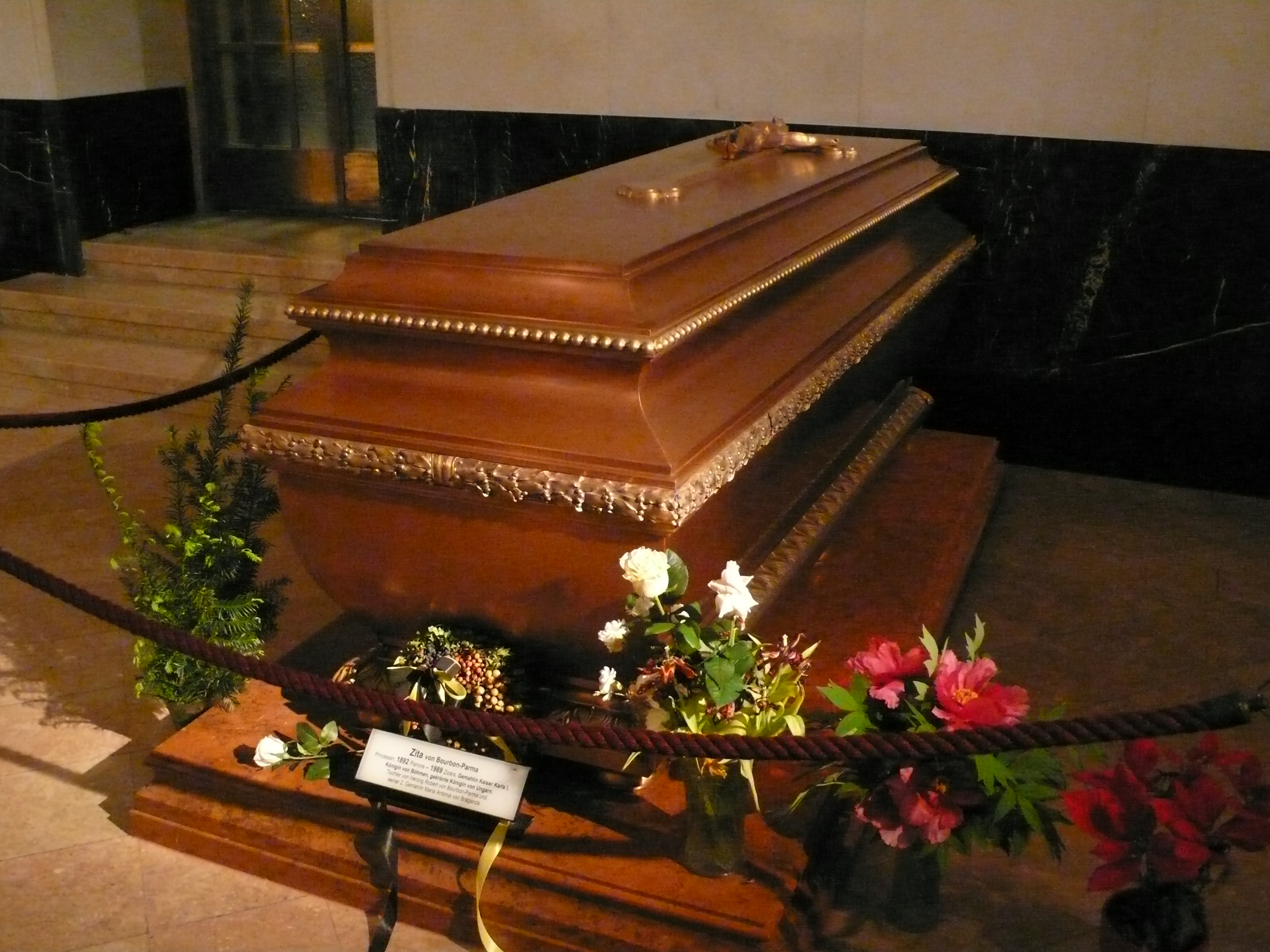
Zita von Bourbon-Parma, letzte Kaiserin von Österreich

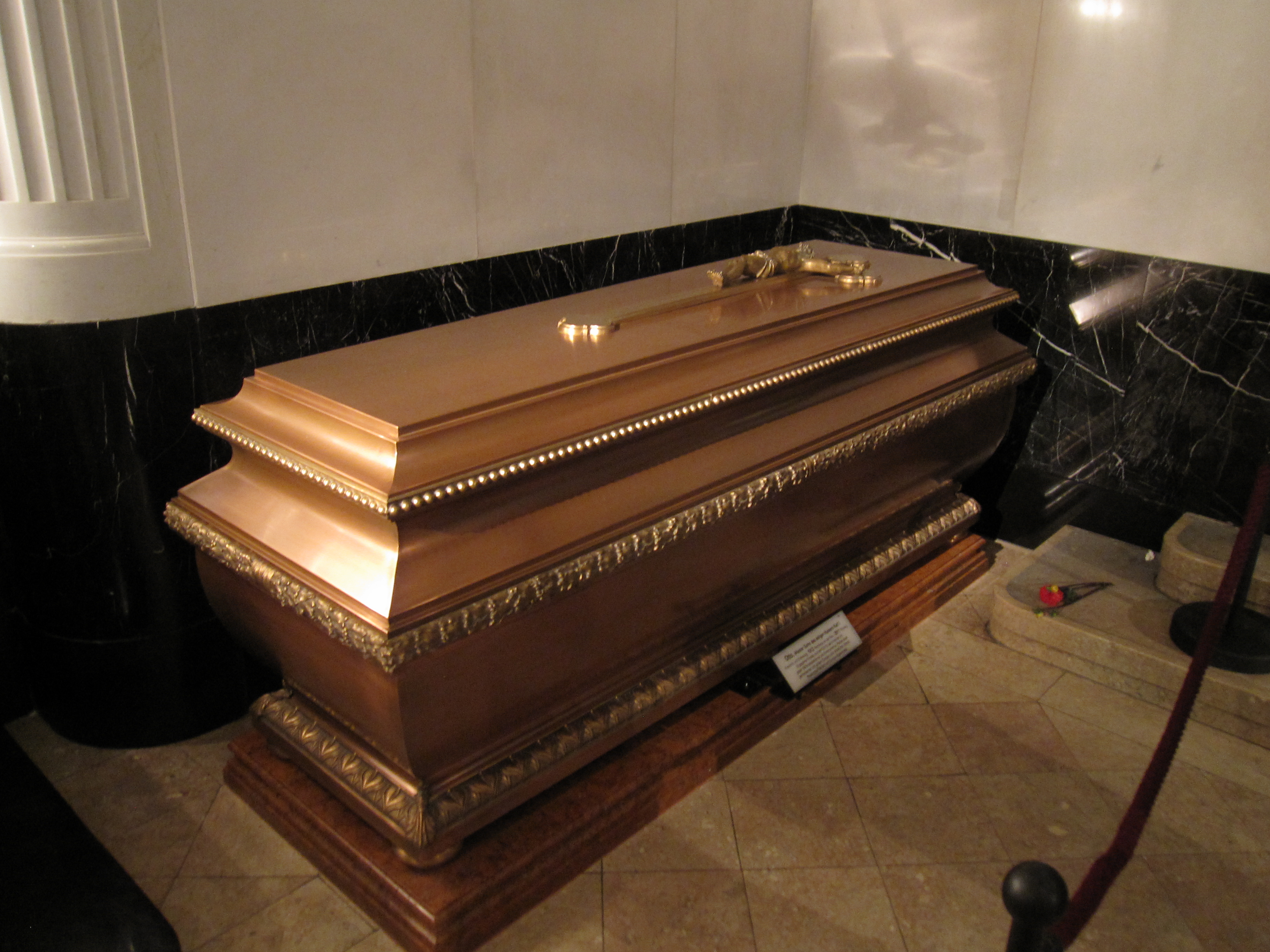
Otto von Habsburg, letzter Kronprinz Österreich-Ungarns

1. Zita von Bourbon-Parma, bis 1918 Kaiserin von Österreich (1892–1989) – Gemahlin von Kaiser Karl I.
2. Carl Ludwig Habsburg-Lothringen (1918–2007) – Sohn von Kaiser Karl I.
3. Otto Habsburg-Lothringen (1912–2011) – Sohn von Kaiser Karl I.
4. Regina von Habsburg (1925–2010) – Gemahlin von Otto Habsburg-Lothringen
5. Yolande von Habsburg (1923–2023) – Gemahlin von Carl Ludwig Habsburg-Lothringen

## Begräbniszeremonien
Bei den Begräbnissen der Habsburger in der Kapuzinergruft waren bestimmte Bräuche und Zeremonien üblich, die auf religiöse und praktische Gründe zurückzuführen sind.

### Mehrfachbestattung
Begräbnisse von Monarchen wurden als Staatsbegräbnisse mit besonderer Prachtentfaltung durchgeführt. Bereits wenige Stunden nach dem Tode wurde der Leichnam seziert, Herz und Eingeweide (Intestina) entnommen und der Körper konservierend behandelt, um den Verfallsprozess zu verlangsamen. Dies diente unter anderem dazu, dass die Leichname die mehrtägigen Trauerfeierlichkeiten überstehen und auf dem „Schaubett“ möglichst wirklichkeitsgetreu und pietätvoll präsentiert werden konnten. Körper, Eingeweide und Herz wurden getrennt bestattet, wobei sich für den Ort der Bestattung eigene Traditionen herausbildeten: König Ferdinand IV. (1633–1654) verfügte, dass sein „Hertz unnser Lieben Frawen Maria zu Loreto unter Ihre Füess legen und begraben [werden] sollte“. Damit wurde die Tradition begonnen, die Herzen in Silberbehältern in der Herzgruft der Habsburger in der  Augustinerkirche und die Eingeweide in der Herzogsgruft des Stephansdoms zu bestatten. Im Laufe der Zeit erhielten 41 Habsburger eine „Getrennte Bestattung“ mit Aufteilung ihres Körpers auf Kaisergruft, Herzgruft und Herzogsgruft.
Neben praktischen Gründen gab es für die Herzbestattung auch symbolische Gründe, die zum Teil über das Ende der Habsburgermonarchie hinaus wirken. Der letzte österreichische Kaiser und ungarische König Karl I. starb 1922  auf der Insel Madeira im Exil und sein Herz liegt in der Loretokapelle des Klosters Muri (Schweiz), wo sich auch die Familiengruft seiner Nachkommen befindet. Eine Überführung seines Körpers in die Kaisergruft wurde zu Lebzeiten seiner Frau Zita erwogen, aber letztlich nicht durchgeführt; sein ältester Sohnes Otto war überhaupt dagegen, weil er die Einwohner von Madeira, die seinem Vater während seines Aufenthaltes auf der Insel sehr geholfen hatten, nicht brüskieren wollte. Die 1989 verstorbene Zita wollte ihr Herz bei dem ihres Mannes begraben wissen, und so befindet sich ihres heute in der Loretokapelle des Klosters Muri. Das Herz ihres 2011 verstorbenen Sohnes Otto wurde im Benediktinerkloster Pannonhalma in Ungarn bestattet. Eine Zeremonie in diesem Land war ihm wichtig, da er zu Ungarn eine enge Verbindung hatte. Das Herz seiner in der Kaisergruft begrabenen Frau Regina befindet sich hingegen in der Familiengruft des Hauses Sachsen-Meiningen auf der Veste Heldburg.
Zur Konservierung und Mehrfachbestattung jener Habsburger, die keine Monarchen waren, berichtete Pater Gottfried Undesser 2001, dass „die meisten Glieder der Herrscherfamilie sich lieber nicht einbalsamieren ließen, sondern eine Sargbestattung bevorzugten, die einfach den Verfall hinauszögerte.“ So ließen etwa Kaiserin Eleonore Magdalene († 1720) und Isabella von Bourbon-Parma († 1763) auf ausdrücklichen Wunsch keine Sezierung und Einbalsamierung durchführen.
Ende des 19. Jahrhunderts machte ein neues Verfahren der Leichenkonservierung mittels Formaldehyd die Exenteration der Leichen unnötig. Deshalb verbaten sich die Erzherzoginnen Maria Annunziata († 1871) und Sophie Friederike († 1872) sowie Kaiserin Karoline Auguste († 1873) als erste eine Trennung ihrer Körperteile, während sie nach dem Tod von Kaiser Ferdinand I. († 1875) noch durchgeführt wurde. Der letzte aus der Herrscherfamilie, der eine getrennte Bestattung traditioneller Art erhielt, war Erzherzog Franz Karl († 1878), der Vater von Kaiser Franz Joseph I.

### Einlasszeremonie
Im Laufe der Zeit entwickelte sich eine „Einlasszeremonie“ in die Kaisergruft. Vermutlich leitet sich dies davon ab, dass sich bei Hofbegräbnissen die Begleiter des Leichenzuges mittels Klopfzeichen verständigten. In zeitgenössischen Berichten über die Bestattung Josephs II. (1790) ist das dreimalige Klopfen an der Pforte bei dreifacher Erwiderung der Worte „Der Leichnam des durchlauchtigsten Kaisers Joseph des Zweiten“ auf Nachfrage, wer denn Einlass begehre, überliefert, ehe sich diese für den Sarg öffnete. Ähnliches wird für die Beerdigung des Herzogs von Reichstadt (1832) berichtet. Bei der Beisetzung von Kaiser Franz I. von Österreich (1835) fand laut Ludwig August von Frankl-Hochwart eine Einlasszeremonie in die Kaisergruft statt, deren Ablauf als Zitat in einem Tagebuch Friedrich Hebbels von 1855 überliefert ist und auf deren Grundlage Hebbel in seinem Stück Die Nibelungen die Domszene bei Siegfrieds Bestattung (5. Akt, 9. Szene) verfasste.
Nach Frankl-Hochwart/Hebbel hat die Zeremonie – mit den jeweiligen personenbezogenen Abweichungen im Text – diese Form: Der Trauerzug hält vor der verschlossenen Tür der Gruft und ein Herold klopft an die Tür. Darauf fragt einer der Klosterbrüder von drinnen: „Wer begehrt Einlass?“ Der Herold antwortet mit allen zu Lebzeiten der/des Verstorbenen getragenen Titeln. Von drinnen erfolgt allerdings die Antwort „Wir kennen sie/ihn nicht!“. Daraufhin klopft der Herold noch einmal. Wieder wird gefragt „Wer begehrt Einlass?“ Diesmal antwortet der Herold mit der Kurzfassung der Titel. Doch die Antwort ist abermals „Wir kennen sie/ihn nicht!“. Der Herold klopft ein drittes Mal, erneut wird dieselbe Frage gestellt. Nunmehr nennt der Herold nur den Vornamen und fügt „ein sterblicher und sündiger Mensch“ an, woraufhin mit den Worten „So komme er herein!“ das Tor geöffnet wird.
Eine derartige Zeremonie ist zu Beginn des Films Kronprinz Rudolfs letzte Liebe (1956) dargestellt, als Rudolf zu Grabe getragen wird.
Bei einer realen Beisetzung in der Kaisergruft dokumentiert wurde die Einlasszeremonie erstmals bei der Bestattung der Kaiserin Zita (1989), und auch bei der Beisetzung von Otto Habsburg (2011) wurde sie durchgeführt. In diesem Zusammenhang bezeichnete ein Vertreter der Wiener Kapuziner das Ritual als Legende, zumal die Bestattungsprotokolle weder bei den Trauerfeiern für Maria Theresia noch denen für Franz Joseph I. Hinweise darauf enthielten. Eine Sprecherin der Familie Habsburg sagte 2011 über die Einlasszeremonie, dass „der Ritus in dieser Form und mit diesen Worten erstmals bei der Bestattung der Kaiserin Zita erfolgt sei.“ Auch für die Zeit zwischen 1640 und 1740 findet sich in der in Frage kommenden Primärliteratur über das Zeremoniell in der Kaisergruft bei Ankunft des Konduktes kein Hinweis darauf.

## Erhaltung
Wegen der hohen Luftfeuchtigkeit in der Gruft litten vor allem die aus Zinn und Bronze bestehenden Sarkophage unter Korrosion. Man befürchtete außerdem die zerstörerische Wirkung der Zinnpest. Um die Sarkophage vor dem Verfall zu bewahren, wurden seit den 1950er Jahren umfangreiche Sanierungsarbeiten durchgeführt und im Jahr 2003 eine Klimaanlage installiert. Als weitere konservatorische Maßnahme werden die Prunksarkophage regelmäßig gereinigt, da der Staub Korrosion und Schädigung von Schutzüberzügen begünstigt.